# Carl Lerner
Carl Lerner (* 17. Juni 1912 in Philadelphia, Pennsylvania; † 26. August 1973 in New York City, New York) war ein US-amerikanischer Filmeditor, der in seiner knapp 25-jährigen Karriere bei über 20 Kino-, Fernseh und Dokumentarfilm-Produktionen für den Filmschnitt verantwortlich war. Darunter Klassiker des US-amerikanischen Kinos wie Die zwölf Geschworenen, Mitten in der Nacht, Der Mann in der Schlangenhaut, Der Schwimmer oder Klute. Außerdem führte er bei zwei eigenen Filmen Regie.

## Leben und Karriere
Geboren 1912 in Philadelphia im Bundesstaat Pennsylvania, machte Carl Lerner seinen Abschluss in Theaterwissenschaft an der Temple University. Zuerst begann er seine Karriere als Schauspieler mit Repertoire Firmen in Philadelphia und New York. Danach arbeitete er als Theaterregisseur, bevor er 1941 heiratete und mit seiner Frau Gerda nach Hollywood ging. 1949 schrieb und drehte er mit American Homes seinen ersten eigenen Kurzdokumentarfilm.
Von 1950 an verdiente sich Lerner dann seine ersten Sporen als Filmeditor bei den Columbia Studios. Er arbeitete für Jack Glenns Kriminalfilm Cry Murder, eine kleine Kinoproduktion mit Carole Mathews und Jack Lord. Im gleichen Jahr folgte So jung und so verdorben, ein Drama von Regisseur Bernard Vorhaus.
Seit Mitte der 1950er Jahre betreute Lerner dann als freischaffender Editor auch aufwendiger produzierte Film-Klassiker wie Sidney Lumets Psychodrama Die zwölf Geschworenen von 1957 mit Henry Fonda und die Tennessee-Williams-Verfilmung Der Mann in der Schlangenhaut aus dem Jahr 1959 mit Marlon Brando des Weiteren Delbert Manns Liebesdrama Mitten in der Nacht.
Während der 1960er Jahre kam er insgesamt bei acht Filmen, überwiegend Dramen, als Editor zum Einsatz. Unter anderem für Wilde Knospen von Regisseur Jack Garfein, für das Boxer-Drama Die Faust im Gesicht von Ralph Nelson, und für Frank Perrys Drama Der Schwimmer mit Burt Lancaster. 1964 führte er Regie bei dem Spielfilmdrama Schwarz wie ich, nach einem selbst verfassten Drehbuch über den Kampf um die Gleichberechtigung zwischen Schwarzen und Weißen. Es spielten James Whitmore, Sorrell Booke und Roscoe Lee Browne.
Zu Beginn der 1970er Jahre schnitt er dann unabhängige Filmproduktionen für Regisseure wie William Friedkin und Ján Kadár. Für den Regisseur Alan J. Pakula gestaltete er die Montage des oscarprämierten Psychothrillers Klute mit Jane Fonda und Donald Sutherland. Die dänisch-schwedische Co-Produktion Den foerste kreds von Regisseur Aleksander Ford war Lerners letzte Arbeit.
Neben seiner Karriere als Editor unterrichtete Carl Lerner unter anderem am City College of New York und der School of Visual Arts. Er verstarb am 26. August 1973 im Alter von 61 Jahren in New York City.
Lerner war seit 1941 mit der Historikerin Gerda Lerner verheiratet. Die Ehe hielt bis zu seinem Tod. Aus der Ehe stammen die beiden Kinder Stephanie Lerner und Daniel Lerner.

## Filmografie (Auswahl)

### Als Filmeditor
- 1950: Cry Murder
- 1950: So jung und so verdorben (So Young So Bad)
- 1956: Morgen trifft es dich (Patterns)
- 1956: On the Bowery (Dokumentarfilm)
- 1957: Die zwölf Geschworenen (12 Angry Men)
- 1958: Die Göttin (The Goddess)
- 1959: Come Back, Africa (Dokumentarfilm)
- 1959: Mitten in der Nacht (Middle of the Night)
- 1960: Der Mann in der Schlangenhaut (The Fugitive Kind)
- 1961: Wilde Knospen (Something Wild)
- 1962: Geschlossene Gesellschaft (No Exit)
- 1962: Ein Schmetterling flog auf (All the Way Home)
- 1962: Die Faust im Gesicht (Requiem for a Heavyweight)
- 1963: Bevor der goldene Regen kommt (Greenwich Village Story)
- 1964: Heirate mich, Gauner! (The Confession)
- 1966: A Man Called Adam
- 1968: Der Schwimmer (The Swimmer)
- 1970: Die Harten und die Zarten (The Boys in the Band)
- 1970: Ein Engel names Levin (The Angel Levine)
- 1971: Klute
- 1972: Crawlspace (Fernsehfilm)
- 1973: Den foerste kreds

### Als Regisseur und Autor
- 1949: American Homes (Dokumentarkurzfilm)
- 1964: Schwarz wie ich (Black Like Me)